# Qr1book

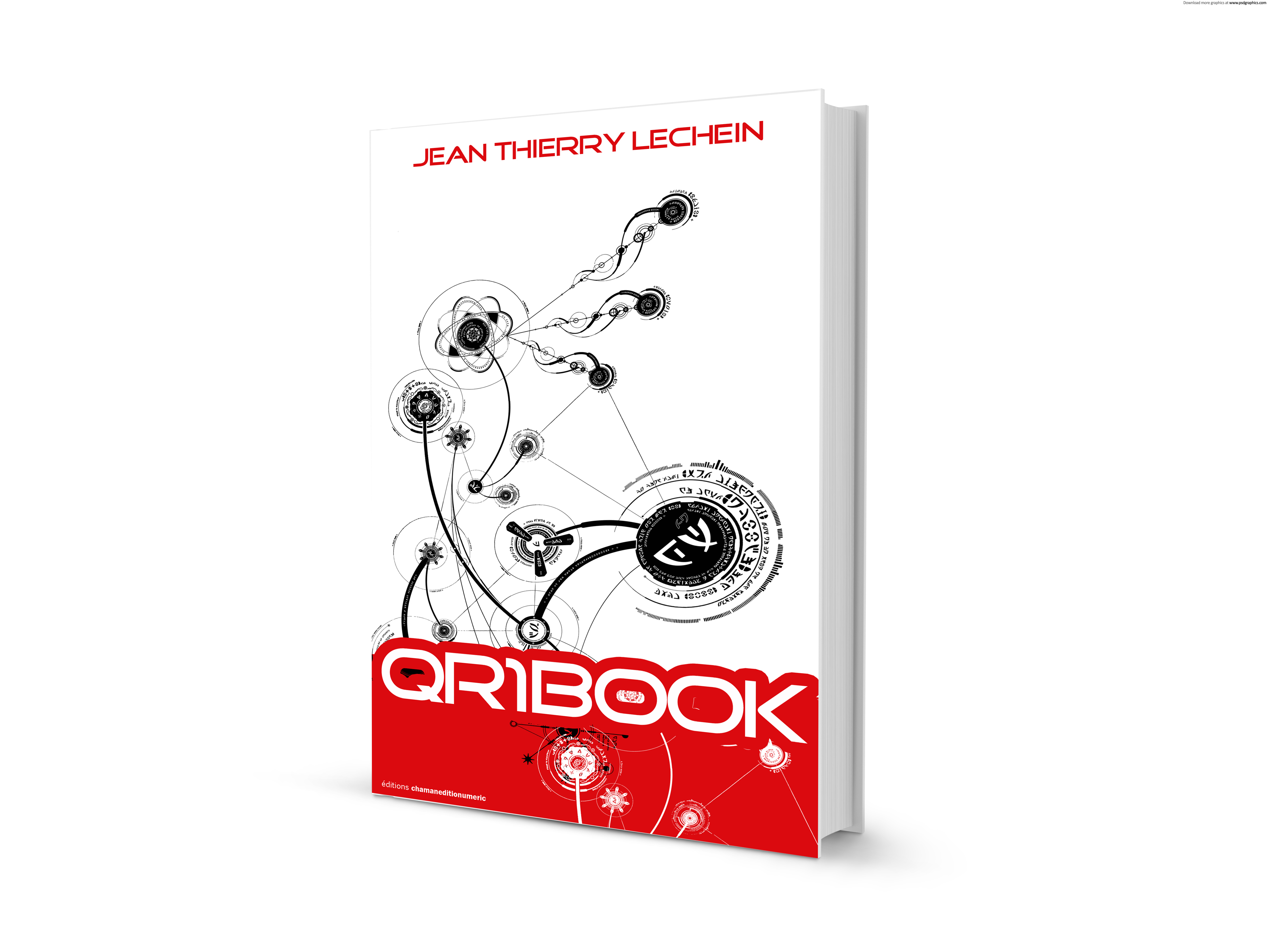
Premier livre papier au monde entièrement écrit en codes QR

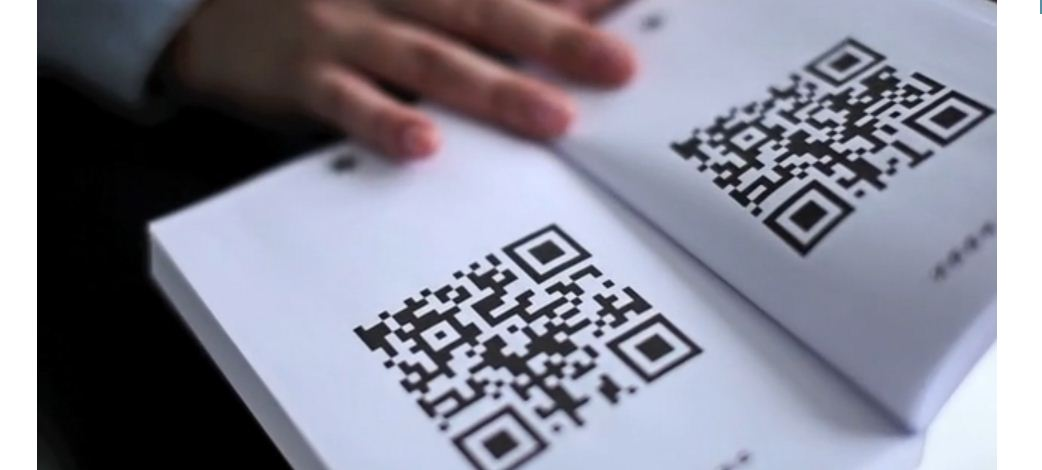
Une technologie de réalité augmentée en codes QR pour relier l'édition papier à l'édition numérique

Qr1book est le premier livre papier au monde entièrement écrit en code QR publié en 2012 par Jean-Thierry Lechein. Sa lecture ne peut s'effectuer qu'à partir d'un périphérique capable de scanner des codes QR : tablette, smartphone ou lunettes de réalité augmentée. Le livre est relié à un système de serveurs de réalité augmentée dynamiques. Chaque page peut délivrer du texte, des images, des vidéos, des fichiers ou des applications. Tout son contenu est dissocié de son support. Le contenu peut changer ou évoluer, le livre devient ainsi polymorphe et infini. Le gestionnaire de contenus des serveurs permet également l'écriture collective et en temps réel,,,,,.
La première version de Qr1book traite des extra-terrestres, à travers « la découverte de témoignages secrets, d'une rencontre du 3e type en 1615 jusqu'aux idéogrammes Alien découverts en 2007. Il révèle des vérités de vies extraterrestres, mais aussi des passerelles entre le passé immémorial et le futur, avec des références au chamanisme ».